# IC 2150
IC 2150 ist eine Spiralgalaxie vom Hubble-Typ Sc im Sternbild Taube am Südsternhimmel. Sie ist rund 131 Millionen Lichtjahre von der Milchstraße entfernt und hat einen Durchmesser von etwa 105.000 Lichtjahren. 
Die Supernovae SN 2016bfu (Typ-Ia) und SN 2016bfv (Typ-II) wurden hier beobachtet.
Das Objekt wurde am 31. Januar 1898 von Lewis Swift entdeckt.